# Krassucha

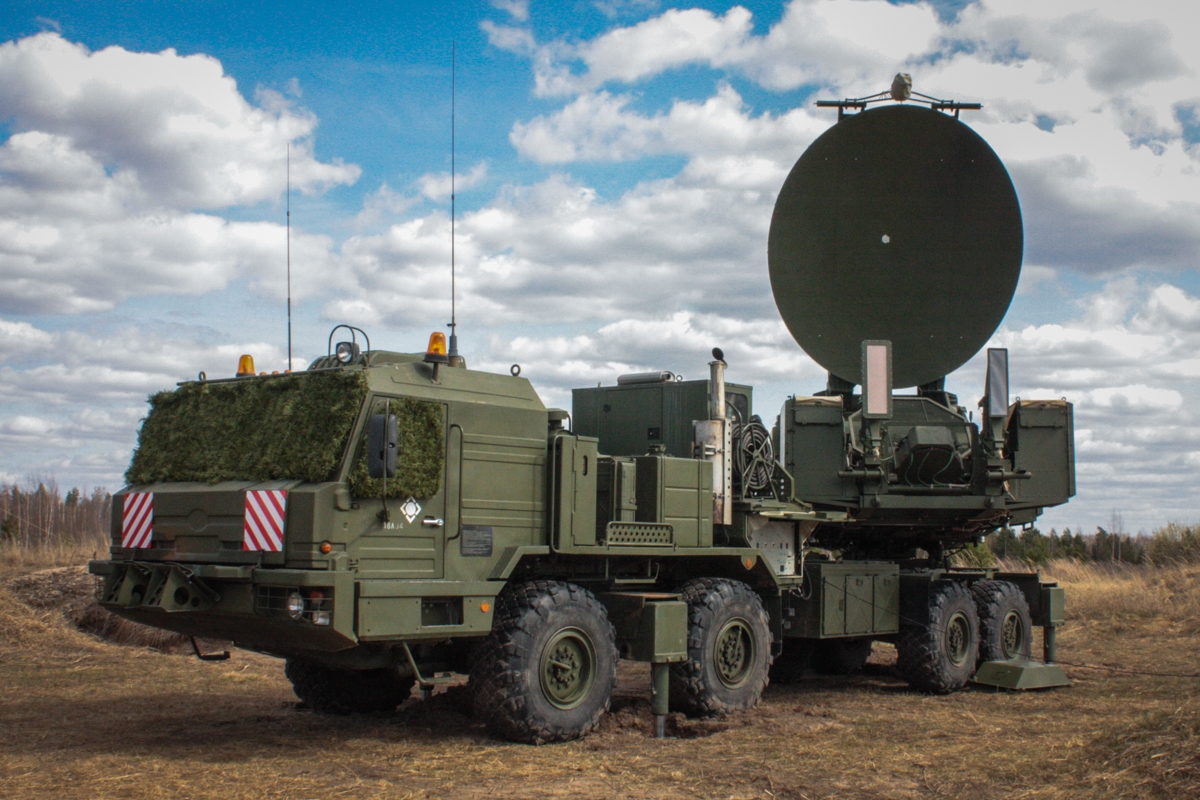
Krassucha-2

Krassucha (russisch Красуха für Schönheit, aber auch Schwarze Tollkirsche) ist der Name einer „Familie“ von Systemen zur Durchführung von elektronischen Gegenmaßnahmen. Die vom russischen Hersteller KRET entwickelten Systeme werden zur gezielten Störung von Lenkwaffen, UAVs und Radarsystemen eingesetzt. Die Serienproduktion begann vor 2012 im Brjansker Elektromechanischen Werk.
Die Russischen Streitkräfte setzten die Systeme in Syrien gegen Drohnen ein und verwenden sie aktuell zur Fliegerabwehr in der Ukraine.

## Entwicklung
Die Entwicklungsarbeiten begannen Mitte der 1990er Jahre. Dabei wurde parallel zum System Krassucha-4 (GRAU-Index 1RL257) auch das System Krassucha-2 (GRAU-Index 1L269) entwickelt. Beide Systeme unterscheiden sich durch den Einsatzzweck, die Trägerfahrzeuge und den Aufbau. Während das System Krassucha-2 weitgehend mit analogen Elementen aufgebaut sein soll, kommen im System Krassucha-4 digitale Baugruppen zum Einsatz. Das System detektiert, empfängt und analysiert gegnerische Radarausstrahlungen und sendet anschließend gezielte Störungen aus. Beide Systeme zielen besonders auf Radarsignale in den Bändern zwischen 1 und 18 GHz. 1RL257 Krassucha-4 kann zusätzlich Satellitenkommunikation im den gängigen Bändern, X-Band (7.9 GHz bis 8,4 GHz), Ku-Band (10,9 GHz bis 14 GHz) und Ka-Band (18 GHz bis 40 GHz) stören.
Die staatliche Erprobung der Systeme wurde 2009 abgeschlossen.

## Krassucha-2
Das System Krassucha-2 dient vorrangig zum Stören der Radarsysteme der von der NATO und den USA eingesetzten AWACS-Flugzeuge. Daneben können damit auch andere luftgestützte Radarsysteme und radargesteuerte Lenkflugkörper gestört werden. Dabei erhalten die Radarsysteme falsche Zieldaten, um sicherzustellen, dass die Lenkflugkörper keine Bedrohung für das eigentliche Ziel darstellen. Eingesetzt wird das System hauptsächlich zum Schutz von Führungseinrichtungen und eigenen Raketensystemen, wie dem 9K720 Iskander. Als Trägerfahrzeuge kommen insgesamt drei geländegängige Lkw BAZ-6910 zum Einsatz. Die Reichweite des Systems wird mit 250 km angegeben.

## Krassucha-4

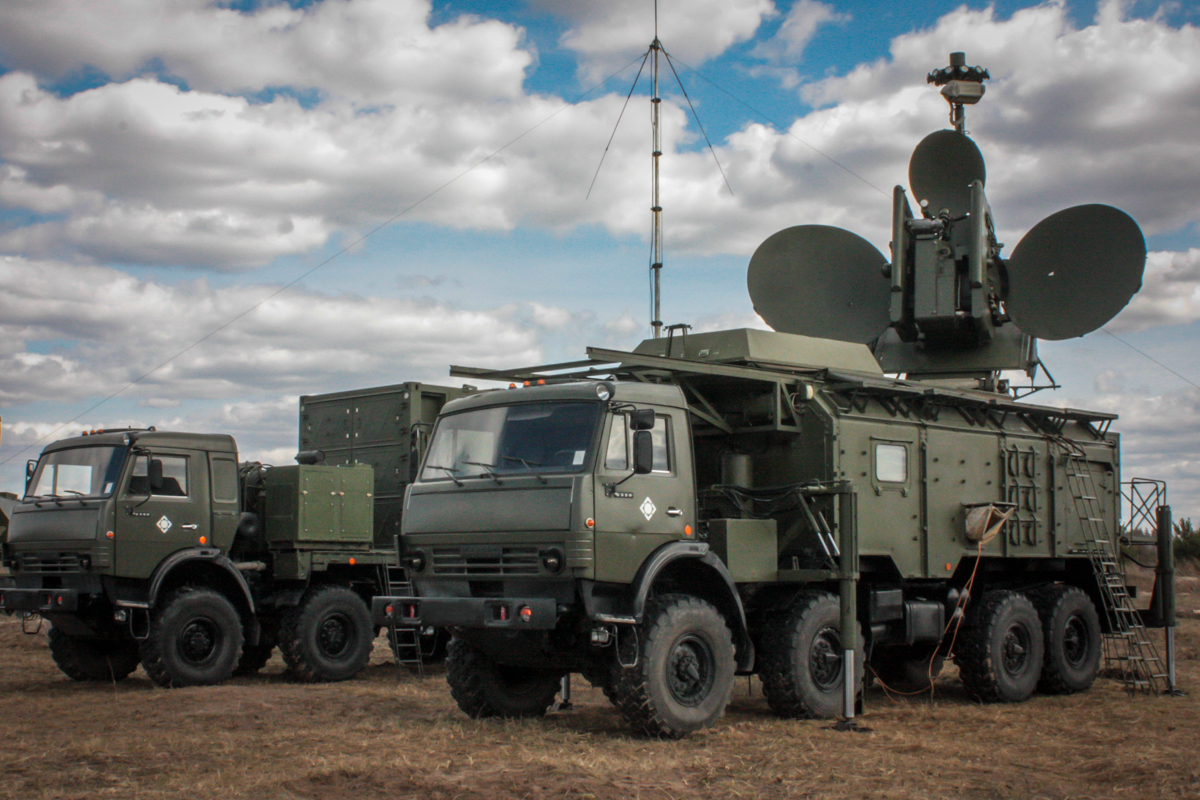
Krassucha-4, Auswertefahrzeug links und Gerätefahrzeug rechts

Das System Krassucha-4 dient ebenfalls zum Stören von luftgestützten Radarsystemen, wie AWACS, und Lenkwaffen. Darüber hinaus kann es auch zum Stören von Satelliten in niedriger Umlaufbahn verwendet werden. Auch ein Einsatz gegen landgestützte Radarsysteme ist möglich. Krassucha-4 soll in der Lage sein, gegnerische Radarsysteme dauerhaft zu beschädigen. Die Reichweite des Systems wird mit 150 bis 300 km angegeben. Als Trägerfahrzeuge kommen insgesamt zwei geländegängige Lkw von KAMAZ zum Einsatz. Zu erkennen sind das Gerätefahrzeug mit der Antennenanlage und ein Fahrzeug mit der Auswertekabine in einem verlasteten ISO-Standardcontainer.

## Einsatz
Das System dient zum Schutz von Führungseinrichtungen, Truppenmassierungen, Einheiten der Luftverteidigung und wichtigen industriellen, administrativen und politischen Einrichtungen.
Die Ausrüstung der Russischen Streitkräfte begann 2012. Eine unbekannte Anzahl Krassucha-2 wurde 2014 ausgeliefert, weitere zwei Systeme sollten 2015 ausgeliefert werden. Vom System Krassucha-4 sollen von 2011 bis 2013 insgesamt zehn Systeme hergestellt worden sein, weitere 18 Einheiten wurden im März 2013 bestellt.
Seit 2013 sind die Systeme auch für den Export verfügbar. Kunden sind bislang Algerien, der Iran, Libyen und Serbien.
Die Russischen Streitkräfte setzten die Systeme während des Russischen Militäreinsatzes in Syrien ein. Nach Berichten sollen sie dort den Empfang von GPS-Signalen durch die von den US-amerikanischen Streitkräften eingesetzten Drohnen verhindert haben. Weiterhin sollen sie eine türkische Bayraktar-TB2-Drohne zum Absturz gebracht haben, nachdem aufgrund der Störsignale die Kontrolle über den Flugkörper verloren ging.
Von der Organisation für Sicherheit und Zusammenarbeit in Europa wurde 2018 über die Stationierung eines Krassucha-2-Systems in der Nähe von Tschornuchyne berichtet.
Im Nachgang zum Krieg um Bergkarabach 2020 und dem sich anschließenden Armenisch-aserbaidschanischer Grenzkonflikt werden Krassucha-Systeme zum Schutz der russischen Militärbasis Gjumri in Armenien gegen türkische Bayraktar-Drohnen und israelische IAI-Harop-Flugkörper eingesetzt.
Es wird angenommen, dass Krassucha-2 und Krassucha-4-Systeme auch bei der russischen Invasion in der Ukraine 2022 eingesetzt werden.
Im Juni 2022 betrieb eine Einheit des russischen Zentralen Militärbezirks ein Krassucha-4-System zur Luftabwehr der „Volksrepubliken Donezk“ und „Lugansk“. Sie konnte das Bordradar ukrainischer Aufklärungsdrohnen neutralisieren.
Ukrainische Kräfte behaupteten, dass ihnen ein Krassucha-4-System in die Hände gefallen sei. Auf dem Bild ist lediglich ein Militärcontainer zu erkennen, wie er für den Schutz des Systems verwandt wird. Im März 2022 fanden ukrainische Soldaten bei Kiew eine Auswertekabine eines Krassucha-4-Systems. Es soll im Westen analysiert werden.